# 井伊玄太郎
井伊 玄太郎（いい げんたろう、1901年12月14日 - 1998年）は、日本の社会学者。

## 人物・来歴
鳥取県生まれ。早稲田大学政治経済学部卒。早大教授、72年定年退職、名誉教授。社会思想研究会理事、民主社会主義連盟評議員。ジャン・ジャック・ルソー、エミール・デュルケーム、アレクシ・ド・トクヴィルなどを研究・翻訳した。

## 著書
- 『青年と平和』敬文堂, 1951
- 『社会思想史入門』(要選書) 要書房, 1953
- 『フランス社会思想史』理想社, 1959
- 『文明社会学』国土社, 1959
- 『社会文化人類学』稲門堂, 1962
- 『社会思想要論』稲門堂, 1967
- 『社会学要論』学文社, 1967
- 『近代フランス社会思想史』稲門堂, 1969
- 『文明論 その構造と変化』稲門堂, 1970
- 『近世細民の文明論』雄松堂出版, 1994.6
- 『平和の色 文明論的考察』発売:雄松堂出版 1996.5
- 『ラスキンの文明論』雄松堂出版 (発売)1997.5
- 『新・青年と平和』敬文堂, 2013.5

編著
- 『学生と教師の社会学』編. 学文社, 1968

### 翻訳
- デュルカイム『社会分業論 2篇』理想社出版部, 1932
- ヴイルフレード・パレート『社会学大綱』(世界全体主義大系) 白揚社, 1939
- アンドレ・ジーグフリード『二十世紀に於ける英国の危機』白揚社, 1940
- ルーソー『社会契約論 政治的権利の諸原則』霞書房, 1947
- ド・トックヴィル『米国の民主政治』研進社, 1948  
  - トクヴィル『アメリカの民主政治』講談社文庫 全2巻 1972／講談社学術文庫 全3巻、1987
- エルネスト・ルナン『イエスの神国思想』(対訳版) 研進社, 1949
- デュルケム『社会分業論』寿里茂共訳、理想社, 1957／講談社学術文庫（全2巻、単独で改訳）1989
- トクヴィル『アンシァン・レジームと革命』りせい書房, 1974／講談社学術文庫、1997
- スタール夫人『フランス革命文明論』全3巻 雄松堂出版, 1993.3